# Ashley Biden
Pour les articles homonymes, voir Biden (homonymie).
Ashley Biden, née le 8 juin 1981 à Wilmington (Delaware), est une travailleuse sociale, militante, philanthrope et créatrice de mode américaine. 
Elle a été directrice exécutive du Delaware Center for Justice de 2014 à 2019. Avant son rôle administratif au centre, elle a travaillé au Delaware Department of Services for Children, Youth, and their Families. Elle a fondé la société de mode Livelihood, qui s'associe au détaillant en ligne Gilt Groupe pour collecter des fonds pour des programmes communautaires axés sur l'élimination des inégalités de revenus aux États-Unis, en la lançant à la Fashion Week de New York en 2017. 
Ashley Biden est la fille de Joe Biden, 46e président des États-Unis et 47e vice-président des États-Unis, et de sa seconde épouse Jill Jacobs.

## Enfance
Ashley Blazer Biden est née le 8 juin 1981 à Wilmington, dans le Delaware,. Elle est la fille de Jill Jacobs et de Joe Biden, 47e vice-président des États-Unis et 46e président des États-Unis à partir de 2021. Elle est la demi-sœur de Hunter Biden et de Beau Biden, enfants issus du premier mariage de son père avec Neilia Hunter, décédée avec leur fille Naomi Christina dans un accident de voiture en 1972,. Ashley Biden est une arrière-arrière-petite-fille d'Edward Francis Blewitt. Elle est d'origine anglaise, française et irlandaise du côté de son père et d'origine anglaise, écossaise et sicilienne du côté de sa mère,,. Ashley Biden a été élevée dans la foi catholique et baptisée à St. Joseph's sur le Brandywine à Greenville, Delaware,. Pendant son enfance, son père a été sénateur du Delaware et sa mère a travaillé comme éducatrice,.
Ashley Biden a fréquenté la Wilmington Friends School, une école privée gérée par la Religious Society of Friends à Wilmington,,. Elle faisait partie des équipes de crosse et de hockey sur gazon de son école. Lorsque Ashley Biden était à l'école primaire, elle a découvert que la société de cosmétiques Bonne Bell testait ses produits sur des animaux. Elle a écrit une lettre à l'entreprise pour lui demander de modifier sa politique sur l'expérimentation animale. Plus tard, elle s'est impliquée dans la conservation des dauphins, inspirant à son père de travailler avec la membre du Congrès Barbara Boxer pour rédiger et adopter la loi de 1990 sur l'information des consommateurs sur la protection des dauphins. Ashley Biden a fait une apparition devant des membres du Congrès des États-Unis pour faire pression en faveur de la législation.

## Formation
Ashley Biden a étudié l'anthropologie culturelle à l'université Tulane. Au cours de sa première année d'université, elle a travaillé à Girls Incorporated, maintenant Kingswood Academy, en tant que conseillère de camp. Elle a également effectué un stage dans un programme d'été à l'université de Georgetown, travaillant avec des jeunes d'Anacostia. Après l'université, Ashley Biden a travaillé comme serveuse dans une pizzeria à Wilmington pendant quelques mois avant de commencer sa carrière en travail social. Elle a déménagé à Kensington, Philadelphie, et a commencé un emploi de spécialiste du soutien clinique à la clinique Northwestern Human Services Children’s Reach, aidant les jeunes et leurs familles à accéder aux ressources et à travailler directement avec des psychiatres et des thérapeutes. Elle a obtenu une maîtrise en travail social de la School of Social Policy and Practice de l'université de Pennsylvanie en 2010. Elle était l'une des douze diplômées à avoir reçu le prix John Hope Franklin Combating American Racism.

## Carrière

### Travail social et activisme

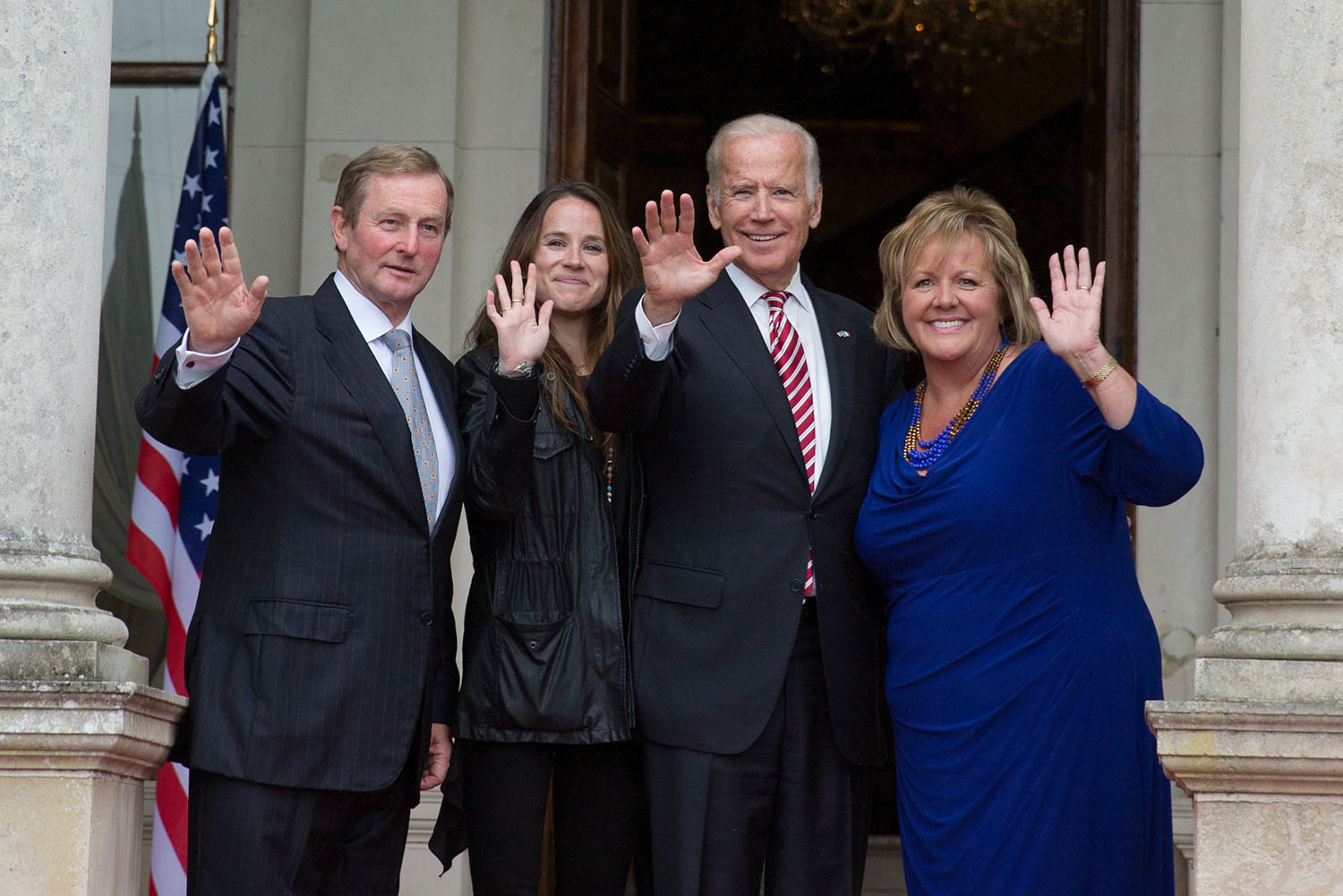
Enda Kenny, Ashley Biden, Joe Biden et Fionnuala Kenny à Farmleigh en 2016.

Ashley Biden, militante pour la justice sociale, commence en tant que travailleur social. Après avoir terminé ses études supérieures, elle a obtenu un emploi à West End Neighbourhood House, une organisation à but non lucratif, comme agent de liaison en matière d'emploi et d'éducation pour juger les jeunes qui élaborent divers programmes de formation professionnelle et d'emploi,,. Elle a travaillé comme travailleuse sociale au Delaware Department of Services for Children, Youth, and their Families pendant quinze ans,. Tout en travaillant pour le département, Ashley Biden a créé des programmes pour les jeunes axés sur la justice pour mineurs, les familles d'accueil et la santé mentale. En 2008, elle a été répertoriée dans le Delaware Today « 40 personnes à surveiller » pour son travail dans le département. En 2012, Ashley Biden rejoint le Delaware Center for Justice en tant que directrice associée, se concentrant sur la réforme de la justice pénale dans l'État,,. Elle a aidé à établir et à gérer des programmes et des services au centre axés sur l'éducation du public, les services aux victimes adultes, la violence armée, les femmes incarcérées et la réintégration dans la communauté. En supervisant tous les programmes de services directs au centre, Ashley Biden a travaillé avec des victimes d'actes criminels, des jeunes jugés, des prisonniers âgés, des adultes en probation et de libération conditionnelle, des jeunes faisant l'école buissonnière et des tribunaux de Pennsylvanie des clients des plaidoyers communs admissibles à la médiation. En 2014, elle a été promue directrice exécutive du centre et a occupé ce poste jusqu'en 2019,. Elle a mis en œuvre un programme appelé SWAGG: Student Warriors Against Guns and Gangs, approuvé par l'Office of Juvenile Justice and Delinquency Prevention, qui fournit des ressources éducatives et des groupes de soutien communautaires visant à éliminer les crimes violents et les activités des gangs chez les jeunes du comté de New Castle.
En 2014, Ashley Biden a critiqué la peine de mort, déclarant qu'elle n'était pas rentable et gaspillait des ressources qui pourraient aller aux services aux victimes et à la prévention du crime.

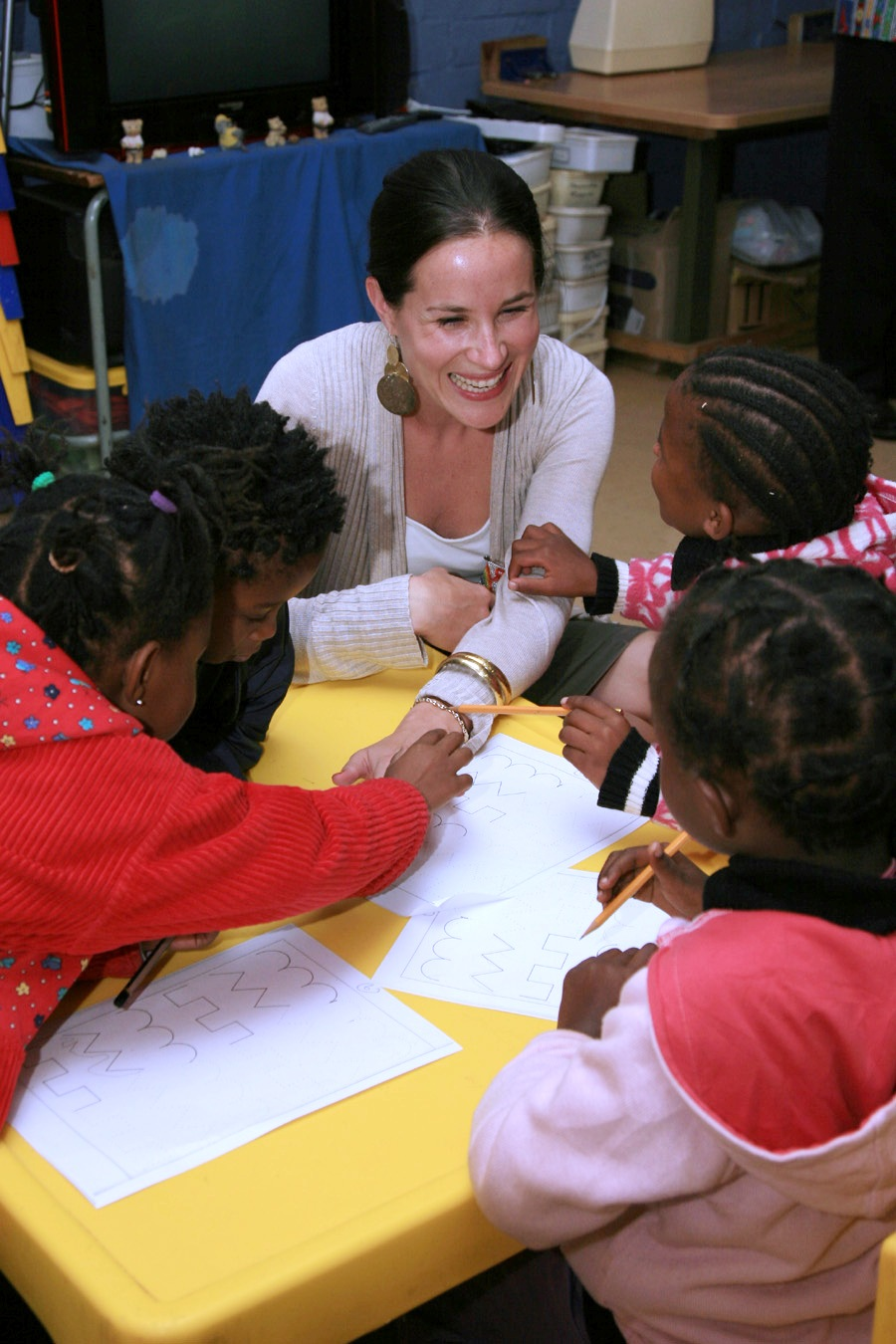
Ashley Biden jouant avec des enfants au centre de jour Mapetla à Soweto, Afrique du Sud, lors d'une visite officielle en juin 2010.

Elle a fondé le programme Young Art qui fournit des ressources et des débouchés aux étudiants pour créer des œuvres d'art pendant qu'ils sont détenus dans des centres de détention, puis les vend dans la communauté. La moitié du produit de l'art va directement aux artistes, et l'autre moitié sert à financer le programme pour acheter des fournitures artistiques et payer le salaire des jeunes qui travaillent aux expositions d'art communautaires. Grâce au programme, Ashley Biden enseigne également aux étudiants des compétences en gestion des affaires et en littératie financière.

### Mode
En 2017, Ashley Biden a lancé la Livelihood Collection, une marque de vêtements de mode éthique, à Spring Place à TriBeCa pendant la Fashion Week de New York,,,. L'événement de lancement a été suivi par les parents et les célébrités, dont Olivia Palermo et Christian Siriano,. La marque a collaboré avec Gilt Groupe et Aubrey Plaza pour amasser 30 000 $ pour la Delaware Community Foundation,,. Le logo de Livelihood, une flèche traversant les lettres « LH », a été inspiré par le demi-frère de Ashley Biden, Beau, décédé d'un cancer du cerveau en 2015,. Ashley Biden a déclaré que « [Beau] était mon arc. Son cancer m'a mis à genoux. Je n'ai eu d'autre choix que de tirer en avant, de continuer, de viser mes propres rêves. ».
Ashley Biden a créé la marque pour aider à lutter contre les inégalités de revenus et les inégalités raciales aux États-Unis,. Tous les profits du lancement de la marque à la Fashion Week de New York ont été alloués à des programmes destinés aux communautés dans le besoin,,. Dix pour cent des ventes de la marque sont reversés à des organisations communautaires du quartier Anacostia à Washington, DC et de Riverside à Wilmington. Les produits de Livelihood sont fabriqués à partir de coton biologique d'origine américaine et sont fabriqués aux États-Unis,. Elle a décidé de concevoir des sweats à capuche en raison de leur lien avec le mouvement travailliste et de leur signification symbolique pour les mouvements de justice sociale,. Le site web de la marque fournit des informations sur l'engagement civique et la justice économique,.
Avec Colleen Atwood, Barbara Tfank, Rachel Zoe, Bibhu Mohapatra, Betsey Johnson, Calvin Klein, Oscar de la Renta, Anna Sui, Paul Tazewell et d'autres créateurs et marques de mode, Ashley Biden a conçu des tenues pour les poupées en vinyle des personnages Snoopy et Belle pour l'exposition Snoopy et Belle in Fashion 2017,. L'exposition a débuté le 7 septembre 2017 à Brookfield Place à Manhattan,,. Il a tourné à San Diego, Los Angeles et dans plusieurs autres villes des États-Unis avant de fermer le 1er octobre 2017.
En juin 2020, Ashley Biden a conçu les uniformes pour le personnel de l'hôtel Hamilton à Washington, D.C., en tant que ramification de sa collection Livelihood,,. Les uniformes ont été dévoilés lors d'une soirée de lancement privée. L'hôtel a fait don de 15 000 $ à Livelihood,.

## Vie privée

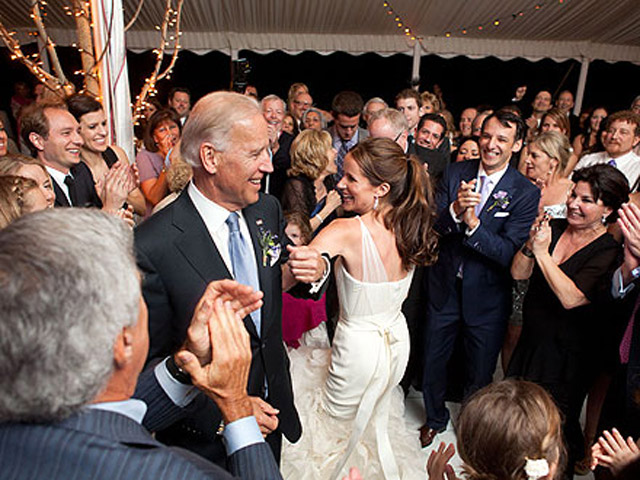
Ashley Biden dansant avec son père Joe lors de son mariage.

En 2002, Ashley Biden a été arrêtée à Chicago et accusée d'entrave à un policier. Elle quittait un club de Division Street lorsqu'un ami, John Kaulentis, a jeté une canette de boisson gazeuse sur un policier qui lui avait dit de rester derrière une barricade dressée pour empêcher les clients du club de sortir de la rue. La situation s'est aggravée et un autre ami, Kelly Donohoe, a frappé un policier. Alors que Kaulentis et Donohoe étaient placés en détention, Ashley Biden aurait « intimidé verbalement » un policier et aurait été arrêtée. Tous les trois ont été libérés.
En 2009, un ami d'Ashley Biden a tenté de vendre une vidéo au New York Post pour deux millions de dollars, apparemment d'Ashley Biden consommant de la cocaïne lors d'une fête,. Les négociations ont ramené le prix à 400 000 dollars, mais le tabloïd a décliné l'offre, choisissant à la place de publier un article sur la vidéo présumée,. Après que le New York Post a publié l'histoire, il a été révélé qu'Ashley Biden avait déjà été arrêtée en 1999 à la Nouvelle-Orléans pour possession de marijuana, mais les accusations ont été abandonnées et elle a été libérée,. En 2019, Ashley Biden a suivi un traitement contre la toxicomanie.
En 2012, elle épouse Howard Krein, un oto-rhino-laryngologiste, chirurgien plasticien et chef d'entreprise américain rencontré en 2010,,,. Elle entame une procédure de divorce en août 2025.